# Franksztyn
Franksztyn – osada w Polsce położona w województwie kujawsko-pomorskim, w powiecie golubsko–dobrzyńskim, w gminie Ciechocin.
W latach 1975–1998 miejscowość należała administracyjnie do województwa toruńskiego.

## Historia
Dawna leśna osada młyńska nad Strugą Kowalewską. Pierwsza wzmianka o młynie pochodzi z 2 poł. XV w. Wówczas był własnością starostwa golubskiego. Młyn został zniszczony w wojnach szwedzkich. Potem odbudowany. Od 1747 r. za zgodą starosty w młynie gospodarzył Józef Małkiewicz. W 1772 r. osada przeszła na własność państwa pruskiego. W 1865 r. osadę młyńską posiadał Michał Kamiński. Po 1918 r. ponownie w granicach Polski. Do 1930 r. właścicielem majątku był Tadeusz Poznański. Ostatnim właścicielem był Henryk de Phull.